# 33621 Sathish
33621 Sathish este o planetă minoră (asteroid), cu un diametru de 2,603 km, din centura de asteroizi. A fost descoperită pe 12 mai 1999 la Experimental Test Site⁠(d) de Lincoln Near-Earth Asteroid Research. 
Obiectul prezintă o orbită caracterizată de o semiaxă mare de 2,2793877 UAi, o excentricitate de 0,04, o înclinație de 5,22196 ° în raport cu ecliptica.